# Grammorhoe interuptata
Grammorhoe interuptata är en fjärilsart som beskrevs av Hans Rebel 1894. Grammorhoe interuptata ingår i släktet Grammorhoe och familjen mätare. Inga underarter finns listade i Catalogue of Life.